# راتاره
راتاره (صربی: Ratare}} یک منطقهٔ مسکونی در صربستان است که در Pomoravlje District واقع شده‌است.
 راتاره   ۱۳۵ متر بالاتر از سطح دریا واقع شده‌است.